# 鳥山雅代

鳥山 雅代（とりやま まさよ、1968年 - ）は、日本の教育者、翻訳家。
NPO法人による教育施設でシュタイナー教育に携わっている。ドイツにおけるシュタイナー教育の主要な団体の理事など著名な教師を日本に招き、日本の教師や親に向けたゼミナールも開催している。

## 来歴
- 東京生まれ。鳥山敏子を母にもつ。明星学園中学校、自由の森学園高等部卒業後、ミュンヘンのオイリュトミー学校に学ぶ。
- 1994年から2001年まで、ヴェルンシュタインとニュルンベルクのシュタイナー学校でオイリュトミーを教える。
- 2001年から、ニュルンベルク･アントロポゾフィー協会 、賢治の学校とともに、ニュルンベルクで日本人を対象としたシュタイナー教育のゼミナールを運営。
- 2002年 - この年からドイツのハスフルトにあるヴァルドルフ学校（シュタイナー教育の学校）で、担任を受け持つとともに、専任講師としてオイリュトミーを教える。
- 2007年9月 - 夫とともに、東京都立川市にある「NPO法人　東京賢治シュタイナー学校」の専任オイリュトミー教師および高等部の教師となる。
- 2008年4月 - 「NPO法人　東京賢治シュタイナー学校」12年生（高等部）の担当教師および、小中高等部のオイリュトミー専任教師。

## 翻訳
- アルマ・シュミット 講義『シュタイナー教育入門 ニュールンベルグ教員養成セミナー 講義録/アルマ・シュミット先生』東京賢治の学校 編. 東京賢治の学校 (製作・発売), [2000]
- ヘルムート・エラー著『人間を育てる シュタイナー学校の先生の仕事』（トランスビュー）2003
- ヘルムート・エラー著『4つの気質と個性のしくみシュタイナーの人間観』（トランスビュー）2005
- マンフレッド・クリューガー著『「魂の暦」とともに』（水声社）2006
- マンフレッド・クリューガー著『瞑想〜芸術としての認識』（水声社）2007
- ローター・シュタインマン『おとながこどもにできること　シュタイナーのこどもの育てかた』（春秋社　2008年）
- ドーリス・シューラー『ママのためのシュタイナー教育入門』春秋社, 2008